# Bộ Phương (方)
Bộ Phương, bộ thứ 70 có nghĩa là "vuông" là 1 trong 34 bộ có 4 nét trong số 214 bộ thủ Khang Hy.
Trong Từ điển Khang Hy có 92 chữ (trong số hơn 40.000) được tìm thấy chứa bộ này.

## Tự hình Bộ Phương (方)

Giáp cốt văn
Kim văn
Đại triện
Tiểu triện

## Chữ thuộc Bộ Phương (方)
| Số nét bổ sung | Chữ                     |
| -------------- | ----------------------- |
| 0              | 方                      |
| 4              | 斺 斻 於                |
| 5              | 施 斾 斿 旀             |
| 6              | 旁 旂 旃 旄 旅 旆 旊    |
| 7              | 旇 旈 旉 旋 旌 旍 旎 族 |
| 8              | 旐 旑                   |
| 9              | 旒 旓 旔 旕             |
| 10             | 旖 旗                   |
| 12             | 旘 旙                   |
| 13             | 旚                      |
| 14             | 旛                      |
| 15             | 旜 旝 旞                |
| 16             | 旟                      |